# Kalendarium odkryć pierwiastków chemicznych
Niektóre z zamieszczonych tu informacji wymagają weryfikacji.
Dokładniejsze informacje o tym, co należy poprawić, być może znajdują się w dyskusji tego artykułu.
 Po wyeliminowaniu niedoskonałości należy usunąć szablon {{Dopracować}} z tego artykułu.

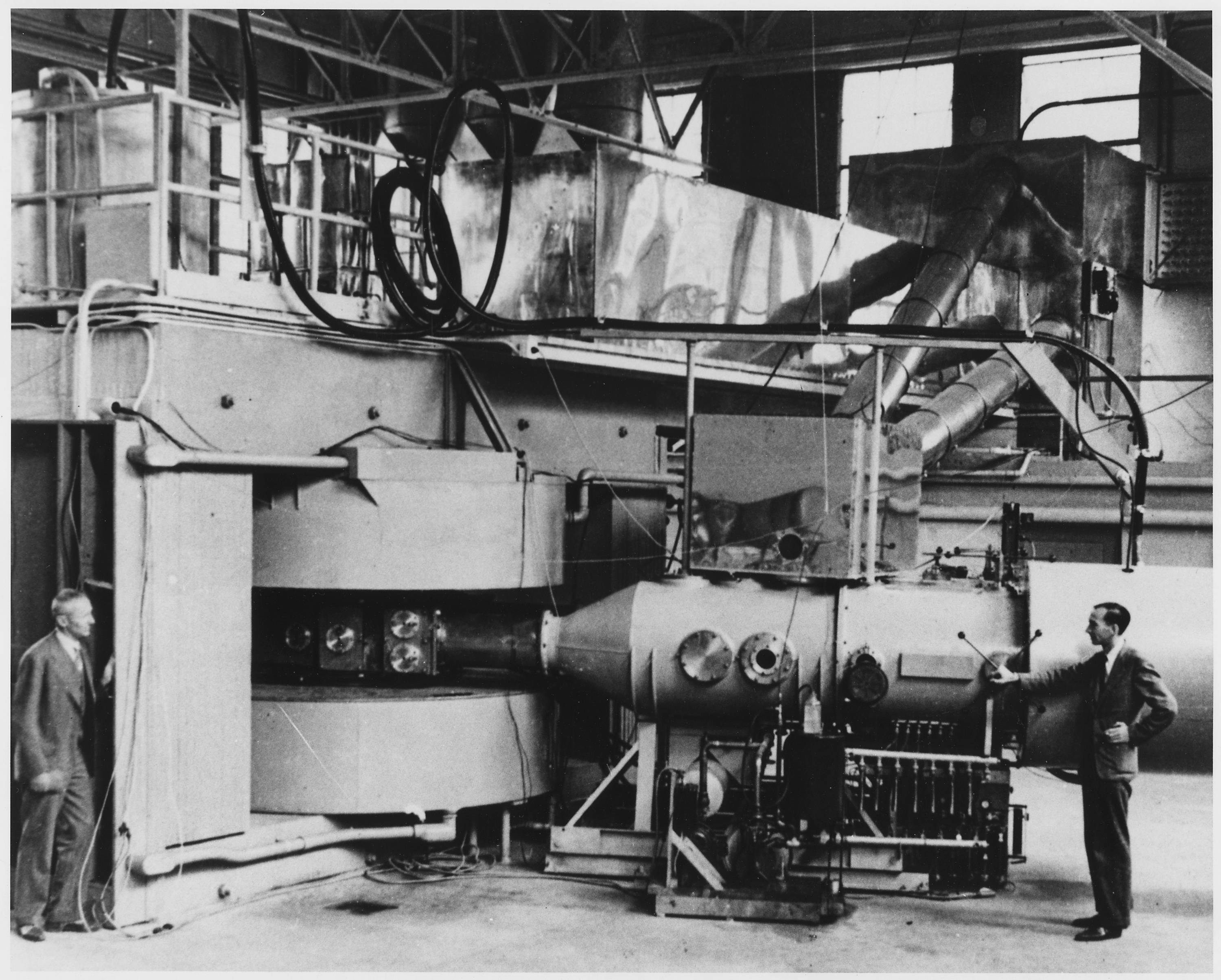
Cyklotron za pomocą którego w 1940 roku dokonano odkrycia neptunu (Uniwersytet Kalifornijski)

Tabela przedstawia historie odkryć poszczególnych pierwiastków chemicznych
| Data odkrycia                   | Gdzie lub przez kogo odkryty                                                                                         | Nazwa      | Symbol | Uwagi |
| ------------------------------- | --- | ---------- | ------ | --- |
| czasy przedhistoryczne          | | miedź      | Cu     | Prawdopodobnie na Bliskim Wschodzie, 9000 lat p.n.e.                                                              |
| czasy przedhistoryczne          | | srebro     | Ag     | |
| czasy przedhistoryczne          | | złoto      | Au     | |
| czasy przedhistoryczne          | | węgiel     | C      | |
| czasy przedhistoryczne          | | żelazo     | Fe     | |
| czasy przedhistoryczne          | | rtęć       | Hg     | |
| czasy przedhistoryczne          | | ołów       | Pb     | |
| czasy przedhistoryczne          | | siarka     | S      | |
| czasy przedhistoryczne          | | cyna       | Sn     | |
| ok. 1000                        | Indie/Chiny | cynk       | Zn     | w 1746 Andreas Marggraf odkrył dla Europy                                                                         |
| XIII w.                         | św. Albert | arsen      | As     | |
| 1450                            | Tholden | antymon    | Sb     | |
| ok. 1557                        | hiszpańscy zdobywcy Ameryki Płn.                                                                                     | platyna    | Pt     | Antonio de Ulloa (ok. 1735) odkrył jako osobny pierwiastek                                                        |
| 1669                            | Hennig Brand | fosfor     | P      | |
| 1737                            | George Brandt | kobalt     | Co     | |
| 1751                            | Axel Frederik Cronstedt                                                                                              | nikiel     | Ni     | prawdopodobnie metal znany już w starożytności                                                                    |
| 1753                            | Claude Geoffroy Junine                                                                                               | bizmut     | Bi     | |
| 1755                            | Joseph Black | magnez     | Mg     | Humphry Davy wyodrębnił czystą postać w 1808 r.                                                                   |
| 1771                            | Carl Scheele | tlen       | O      | |
| 1772                            | Daniel Rutherford | azot       | N      | |
| 1774                            | Carl Scheele | bar        | Ba     | Humphry Davy w 1808 r. uzyskał czystą postać                                                                      |
| 1774                            | Carl Scheele | chlor      | Cl     | Humphry Davy w 1810 odkrył, że chlor jest odrębnym pierwiastkiem                                                  |
| 1774                            | Johan Gottlieb Gahn                                                                                                  | mangan     | Mn     | |
| 1776                            | Henry Cavendish | wodór      | H      | nazwę nadał Antoine Lavoisier                                                                                     |
| 1778                            | Carl Scheele | molibden   | Mo     | |
| 1782                            | Franz Joseph Muller von Reichstein                                                                                   | tellur     | Te     | |
| 1783                            | Juan José Elhuyar i Fausto Elhuyar                                                                                   | wolfram    | W      | |
| 1787                            | Antoine Lavoisier | krzem      | Si     | |
| 1789                            | Martin Heinrich Klaproth                                                                                             | uran       | U      | |
| 1789                            | Martin Heinrich Klaproth                                                                                             | cyrkon     | Zr     | wyodrębniony w 1824 przez Jonsa Jakoba Berzeliusa                                                                 |
| 1790                            | Adair Crawford | stront     | Sr     | odkryty minerał; 1808 Humphry Davy wyodrębnił w czystej postaci                                                   |
| 1791                            | William Gregor | tytan      | Ti     | |
| 1794                            | Johan Gadolin | itr        | Y      | 1828 Friedrich Wöhler uzyskał czystą postać                                                                       |
| 1797-98                         | Louis Nicolas Vauquelin                                                                                              | chrom      | Cr     | |
| 1798                            | Louis Nicolas Vauquelin                                                                                              | beryl      | Be     | Friedrich Wöhler i Antoine Bussy (1828) wyodrębnili wolny metal z jego soli                                       |
| 1801                            | Charles Hatchett | niob       | Nb     | |
| 1801                            | Andrés Manuel del Río                                                                                                | wanad      | V      | |
| 1802                            | Anders Gustaf Ekeberg                                                                                                | tantal     | Ta     | wyodrębniony w 1820 przez Jonsa Jakoba Berzeliusa                                                                 |
| 1803                            | Jöns Jacob Berzelius, Wilhelm von Hisinger oraz niezależnie Martin Heinrich Klaproth                                 | cer        | Ce     | |
| 1803                            | Smithson Tennant | iryd       | Ir     | |
| 1803                            | William Hyde Wollaston                                                                                               | pallad     | Pd     | |
| 1803                            | Smithson Tennant | osm        | Os     | |
| 1803                            | William Hyde Wollaston                                                                                               | rod        | Rh     | |
| 1807                            | Humphry Davy | potas      | K      | |
| 1807                            | Humphry Davy | sód        | Na     | |
| 1808                            | Humphry Davy | wapń       | Ca     | |
| 1808                            | Humphry Davy, Joseph Gay-Lussac, Louis Jacques Thénard                                                               | bor        | B      | substancja nierozpoznana jako pierwiastek; w 1824 r. dokonał tego Jöns Jacob Berzelius                            |
| 1811                            | Barnard Courtois | jod        | I      | |
| 1817                            | Friedrich Strohmeyer                                                                                                 | kadm       | Cd     | |
| 1817                            | Johann Arfvedson | lit        | Li     | Humphry Davy wyodrębnił metal z jego soli                                                                         |
| 1817                            | Jöns Jacob Berzelius                                                                                                 | selen      | Se     | |
| 1825 (1827?)                    | Friedrich Wöhler | glin       | Al     | |
| 1826                            | Antoine Balard | brom       | Br     | |
| 1828                            | Jöns Jacob Berzelius                                                                                                 | tor        | Th     | |
| 1839                            | Carl Gustaf Mosander                                                                                                 | lantan     | La     | |
| 1843                            | Carl Gustaf Mosander                                                                                                 | erb        | Er     | czysta postać w 1934                                                                                              |
| 1843                            | Carl Gustaf Mosander                                                                                                 | terb       | Tb     | |
| 1844                            | Karl Claus | ruten      | Ru     | |
| 1853                            | Jean Charles de Marignac                                                                                             | samar      | Sm     | |
| 1860                            | Robert Bunsen, Gustav Kirchhoff                                                                                      | cez        | Cs     | |
| 1861                            | Robert Bunsen, Gustav Kirchhoff                                                                                      | rubid      | Rb     | |
| 1861                            | William Crookes | tal        | Tl     | |
| 1863                            | Ferdinand Reich, Theodor Richter                                                                                     | ind        | In     | |
| 1868                            | Pierre Janssen Norman Lockyer (niezależnie)                                                                          | hel        | He     | odkryty w koronie słonecznej podczas całkowitego zaćmienie Słońca; otrzymany w 1895 r. przez Williama Ramsaya     |
| 1875                            | Paul Émile Lecoq de Boisbaudran                                                                                      | gal        | Ga     | przewidziany w 1869 r. przez Dymitra Mendelejewa oraz w 1870 r. przez niemieckiego chemika Juliusa Lothara Meyera |
| 1878                            | Marc Delafontaine, Jacques-Louis Soret                                                                               | holm       | Ho     | |
| 1879                            | Lars Fredrick Nilson                                                                                                 | skand      | Sc     | |
| 1879                            | Per Teodor Cleve | tul        | Tm     | |
| 1880                            | Jean Charles de Marignac                                                                                             | gadolin    | Gd     | |
| 1885                            | Carl Auer von Welsbach                                                                                               | neodym     | Nd     | |
| 1885                            | Carl Auer von Welsbach                                                                                               | prazeodym  | Pr     | |
| 1886                            | Henri Moissan | fluor      | F      | |
| 1886                            | Paul Émile Lecoq de Boisbaudran                                                                                      | dysproz    | Dy     | czysta postać uzyskana w latach 50. XX wieku                                                                      |
| 1886                            | Clemens Winkler | german     | Ge     | przewidziany w 1871 przez Dmitrija Mendelejewa                                                                    |
| 1890                            | Paul Émile Lecoq de Boisbaudran                                                                                      | europ      | Eu     | |
| 1894                            | John William Strut, William Ramsay                                                                                   | argon      | Ar     | przewidziany w 1775 przez Henry Cavendisha                                                                        |
| 1898                            | William Ramsay, Morris Travers                                                                                       | krypton    | Kr     | |
| 1898                            | William Ramsay, Morris Travers                                                                                       | neon       | Ne     | |
| 1898                            | Maria Skłodowska-Curie, Pierre Curie                                                                                 | polon      | Po     | |
| 1898                            | Maria Skłodowska-Curie, Pierre Curie                                                                                 | rad        | Ra     | |
| 1898                            | William Ramsay, Morris Travers                                                                                       | ksenon     | Xe     | |
| 1899                            | André-Louis Debierne                                                                                                 | aktyn      | Ac     | |
| 1900                            | Friedrich Ernst Dorn                                                                                                 | radon      | Rn     | |
| 1907                            | Georges Urbain i Carl Auer von Welsbach (niezależnie od siebie)                                                      | iterb      | Yb     | |
| 1907                            | Georges Urbain Carl Auer von Welsbach niezależnie                                                                    | lutet      | Lu     | |
| 1913                            | Kazimierz Fajans, O. H. Göhring                                                                                      | protaktyn  | Pa     | izotop 234; izotop 231 odkryty w 1918 r.                                                                          |
| 1914                            | Henry Moseley | promet     | Pm     | przewidziany w 1902 przez Bohuslava Braunera                                                                      |
| 1922                            | Dirk Coster, György von Hevesy                                                                                       | hafn       | Hf     | ogłoszenie 1922; pierwsza publikacja informująca o odkryciu 1923                                                  |
| 1925                            | Walter Noddack, Ida Tacke, Otto Berg                                                                                 | ren        | Re     | |
| 1937                            | Carlo Perrier, Emilio Segrè                                                                                          | technet    | Tc     | |
| 1939                            | Marguerite Perey | frans      | Fr     | |
| 1940                            | Dale Corson, Kenneth MacKenzie, Emilio Segrè                                                                         | astat      | At     | synteza z rozpadu atomów bizmutu                                                                                  |
| 1940                            | Edwin Mattison McMillan, Philip Abelson                                                                              | neptun     | Np     | powstały z rozpadu uranu                                                                                          |
| 1940                            | Glenn Seaborg, Edwin Mattison McMillan, J.W. Kennedy, A.C. Wahl                                                      | pluton     | Pu     | powstały z rozpadu uranu                                                                                          |
| 1944                            | Glenn Seaborg, R.A. James, L.O. Morgan, Albert Ghiorso                                                               | ameryk     | Am     | |
| 1944                            | University of Berkley (USA)                                                                                          | kiur       | Cm     | |
| 1949                            | University of Berkley (USA)                                                                                          | berkel     | Bk     | |
| 17 marca 1950                   | Glenn T. Seaborg, Albert Ghiorso                                                                                     | kaliforn   | Cf     | |
| 1952                            | Albert Ghiorso Greg Choppin (niezależnie)                                                                            | einstein   | Es     | wykryty podczas wybuchu bomby wodorowej                                                                           |
| 1952                            | Albert Ghiorso | ferm       | Fm     | wykryty podczas wybuchu bomby wodorowej                                                                           |
| 1955                            | Albert Ghiorso, Glenn T. Seaborg, Bernard Harvey, Greg Choppin                                                       | mendelew   | Md     | powstały w wyniku rozpadu einsteinu 253Es                                                                         |
| 14 lutego 1961                  | Albert Ghiorso, Torbjorn Sikkeland, Almon Larsh, Robert M. Latimer                                                   | lorens     | Lr     | powstały w wyniku rozbicia atomów kalifornu przez bombardowanie borem                                             |
| kwiecień 1958                   | Albert Ghiorso, Torbjorn Sikkeland, John R. Walton, Robert M. Latimer                                                | nobel      | No     | powstały w wyniku rozpadu kiuru                                                                                   |
| 1964                            | Zjednoczony Instytut Badań Jądrowych w Dubnej (ZSRR)                                                                 | rutherford | Rf     | powstały w wyniku rozbicia atomów plutonu                                                                         |
| 1967                            | Zjednoczony Instytut Badań Jądrowych w Dubnej (ZSRR)                                                                 | dubn       | Db     | powstały w wyniku rozbicia atomów ameryku                                                                         |
| 1974                            | Zjednoczony Instytut Badań Jądrowych w Dubnej (ZSRR)                                                                 | seaborg    | Sg     | |
| 1976                            | Zjednoczony Instytut Badań Jądrowych w Dubnej (ZSRR)                                                                 | bohr       | Bh     | |
| 29 sierpnia 1982                | Peter Armbruster, Gottfried Münzenberg                                                                               | meitner    | Mt     | |
| 1984                            | Peter Armbruster, Gottfried Münzenberg                                                                               | has        | Hs     | do 1997 jako unniloctium                                                                                          |
| 9 listopada 1994                | Instytut Badań Ciężkich Jonów w Wixhausen, Darmstadt (Niemcy)                                                        | darmsztadt | Ds     | do 2003 jako ununnilium                                                                                           |
| 8 grudnia 1994                  | Instytut Badań Ciężkich Jonów w Wixhausen, Darmstadt (Niemcy)                                                        | roentgen   | Rg     | do 2004 jako unununium                                                                                            |
| 9 lutego 1996                   | Instytut Badań Ciężkich Jonów w Wixhausen, Darmstadt (Niemcy)                                                        | kopernik   | Cn     | do 2010 jako ununbium                                                                                             |
| styczeń 1999                    | Zjednoczony Instytut Badań Jądrowych w Dubnej (Rosja), Lawrence Livermore National Laboratory (USA)                  | flerow     | Fl     | do 2012 jako ununquadium                                                                                          |
| styczeń 2001                    | Zjednoczony Instytut Badań Jądrowych w Dubnej (Rosja)                                                                | liwermor   | Lv     | do 2012 jako ununhexium                                                                                           |
| 1 lutego 2004 / 23 czerwca 2004 | Zjednoczony Instytut Badań Jądrowych w Dubnej (Rosja), Lawrence Livermore National Laboratory (USA) / Riken, Japonia | nihon      | Nh     | do 2016 jako ununtrium                                                                                            |
| 1 lutego 2004                   | Zjednoczony Instytut Badań Jądrowych w Dubnej (Rosja), Lawrence Livermore National Laboratory (USA)                  | moskow     | Mc     | do 2016 jako ununpentium                                                                                          |
| 10 października 2006            | Zjednoczony Instytut Badań Jądrowych w Dubnej (Rosja), Lawrence Livermore National Laboratory (USA)                  | oganeson   | Og     | do 2016 jako ununoctium                                                                                           |
| 2009                            | Zjednoczony Instytut Badań Jądrowych w Dubnej (Rosja), Lawrence Livermore National Laboratory (USA)                  | tenes      | Ts     | do 2016 jako ununseptium                                                                                          |